# Guttannen
Guttannen je obec v okrese Interlaken-Oberhasli v kantonu Bern ve Švýcarsku. Žije zde 263 obyvatel.

## Geografie

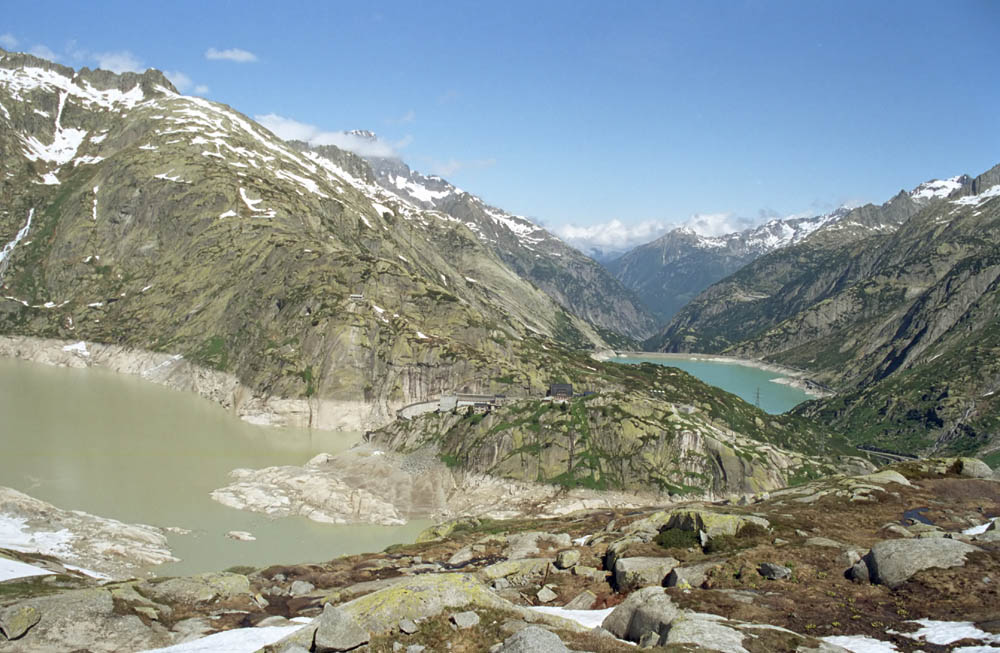
Průsmyk Grimselpass

Guttannen se nachází v pohoří Berner Oberland nedaleko průsmyku Grimselpass a je nejvýše položenou obcí v Haslitalu, zahrnuje i horní části údolí až k vrcholu průsmyku. Řeka Aara pramení v ledovcích na katastru Guttannenu (Finsteraargletcher, Lauteraargletscher, Unteraargletscher, Grueben a Bächli). Voda se intenzivně využívá k výrobě elektrické energie. Nacházejí se zde čtyři jezera: Oberaarsee, Grimselsee, Räterichsbodensee a Gelmersee. V západní části katastru obce jsou horské vrcholy Schreckhorn, Lauteraarhorn, Finsteraarhorn, Agassizhorn a Sidelhorn.  
S rozlohou přes 200 km² je Guttannen na švýcarské poměry velkou horskou obcí (osmá největší obec ve Švýcarsku). Obec je větší než celý kanton Appenzell Innerrhoden. 90 % území však tvoří neúrodná půda. 
Sousedními obcemi ve směru hodinových ručiček od severu jsou Innertkirchen, Obergoms, Goms, Fieschertal a Grindelwald.

## Historie

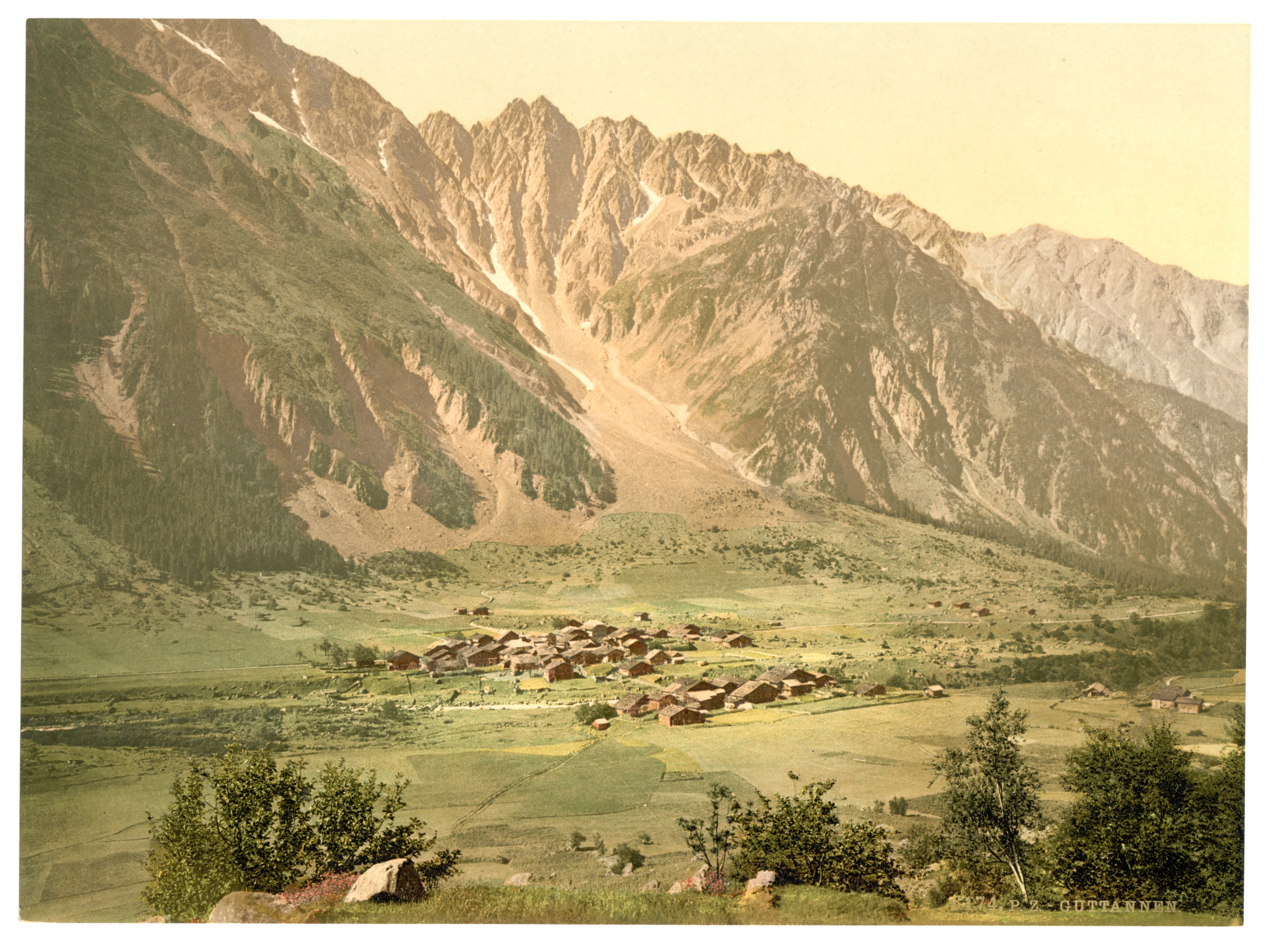
Guttannen na fotografii z konce 19. století

Guttannen je jméno pole či polnosti, které se stalo místním názvem. Jedná se o zkrácenou podobu ze den guoten tannen („U dobrých jedlí“). V roce 1377 je obec poprvé písemně zmíněna jako Guotontannon.  V letech 1798 až 1803 patřil Guttannen ke kantonu Oberland, od roku 1803 pak k bernskému správním úřadu neboli okresu Oberhasli. Guttannen byl součástí středověké farnosti Meiringen, v roce 1713 byl přiřazen k Innertkirchenu a od roku 1816 je samostatnou farností. Kaple údolní obce, vysvěcená v roce 1467, nebyla vybavena křestním právem, ale pouze právem nouzového pohřbívání, v poreformační době byla využívána jako filiálka a v roce 1722 byla rozšířena. Po požáru obce byla v roce 1723 postavena nová síň, která od roku 1816 slouží jako farní kostel.
V letech 1723 a 1803 zničily téměř celou vesnici dva požáry. Tuto katastrofu přežilo jen několik domů. Začátkem 19. století začali do obce přijíždět horolezci, v letech 1811–1812 byl zdolán Finsteraarhorn. Lavina 3. března 1830 zabila pět mužů z obce, mezi nimi i Arnolda Abbühla, který byl jedním z těch, kteří 16. srpna 1812 uskutečnili právě prvovýstup na Finsteraarhorn. Cesta přes průsmyk Grimselpass byla postavena v letech 1894–1895. Mezi lety 1925 a 1975 bylo v průsmyku postaveno pět elektráren a šest nádrží. Elektrárenská společnost Kraftwerke Oberhasli (KWO), založená roku 1925 pro správu elektráren, je dnes největším místním zaměstnavatelem. Moderní silnice přes Grimselpass byla vybudována v letech 1960–1986.

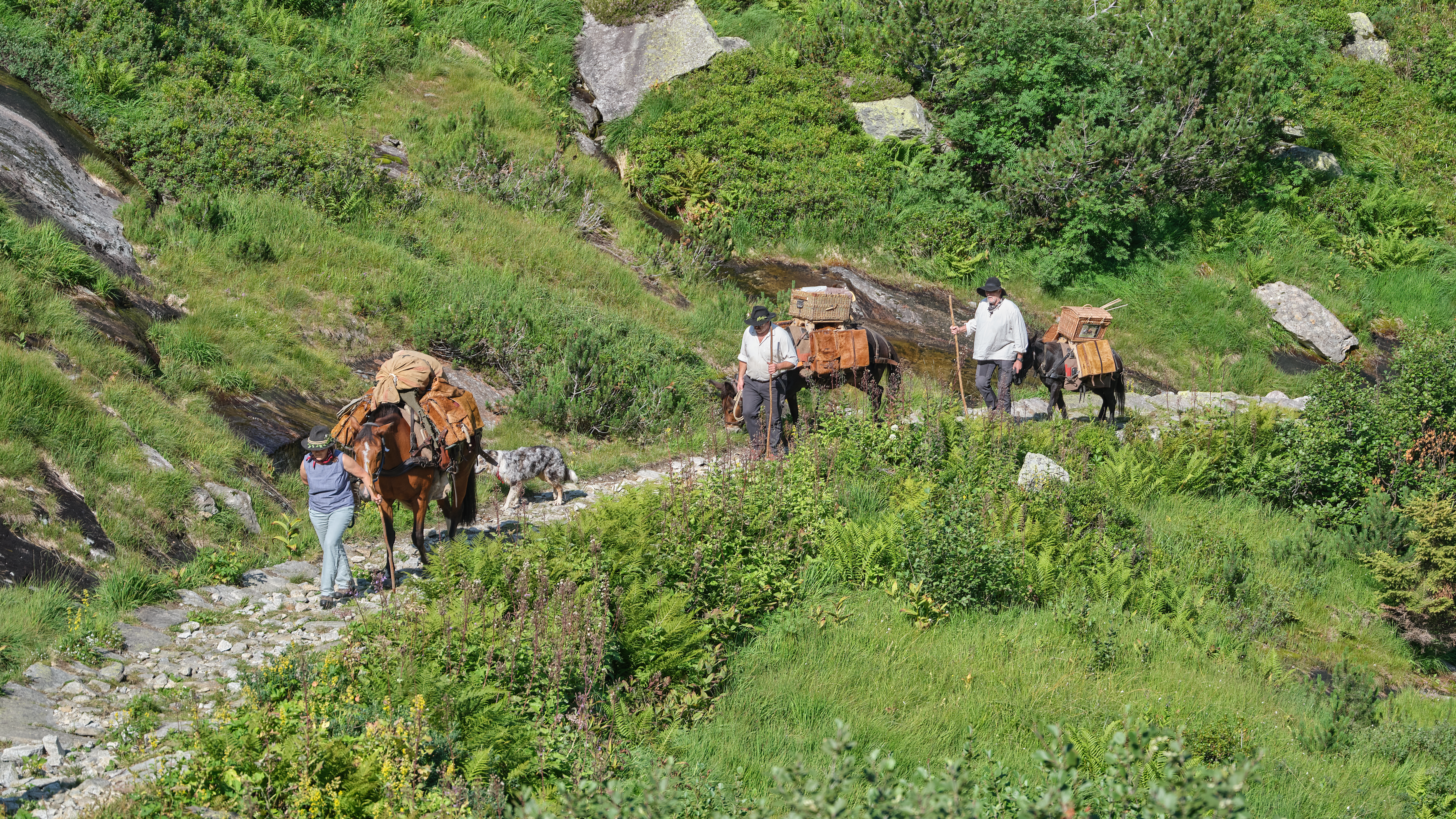
Mulařská stezka přes Grimselpass

Až do 20. století byl hlavním zaměstnáním chov dobytka v údolí a na vysokohorských pastvinách; Meiringen fungoval jako centrální trh s dobytkem a sýry pro vývoz do níže položených oblastí Švýcarska a Lombardie. Celoročně se v údolí hospodaří na soukromých polích a senících (přezimování osm měsíců). V současnosti se na alpách pase dobytek, pouze v Handeggu je provozována alpská sýrárna, kterou vlastní společnost KWO. Různé alpy, včetně Oberaaralp, které využívala walserská vesnice Törbel v kantonu Valais, jsou dnes zatopeny přehradními nádržemi. V obci, která je náchylná k divoké vodě a lavinám, jsou lesy společným majetkem. Neúrodnost oblasti si vynutila vedlejší práce, k nimž patřila řemesla, lesní práce a údržba cest, hledání krystalů (zejména od velkých nálezů v Zinkenstocku v letech 1719 a 1732/1733) a nepříliš výnosná těžba olověné rudy v Rotlaui a v Giltsteinu pro výrobu pecí. Aby unikli všeobecné chudobě, odcházelo mnoho mužů až do 19. století do zahraničních služeb. Mnoho jich také emigrovalo, v 17. a 18. století do Německa (včetně Württemberska), v 18. a 19. století do Severní Ameriky (Severní a Jižní Karolína, Pensylvánie, Kentucky).
Dne 22. srpna 2005 zasypal suťový proud kantonální silnici a zablokoval řeku Aaru, která si pak hledala novou cestu přes obec a způsobila velké škody v oblasti tzv. Schattseite.

## Obyvatelstvo
| Rok            | 1764 | 1850 | 1880 | 1900 | 1930 | 1950 | 1960 | 1970 | 1980 | 1990 | 2000 | 2010 |
| Počet obyvatel | 288  | 503  | 463  | 345  | 391  | 557  | 430  | 394  | 384  | 374  | 328  | 310  |

V roce 2011 žilo v obci 7,0 % cizích státních příslušníků. Podle údajů z roku 2000 mluvilo 98,2 % obyvatel německy. Ke švýcarské reformované církvi se hlásilo v roce 2000 86,0 % obyvatel.

## Turistické zajímavosti
- Gelmerbahn – nejprudší kolejová lanovka v Evropě
- Visutá lávka k hotelu Handeck

## Fotogalerie

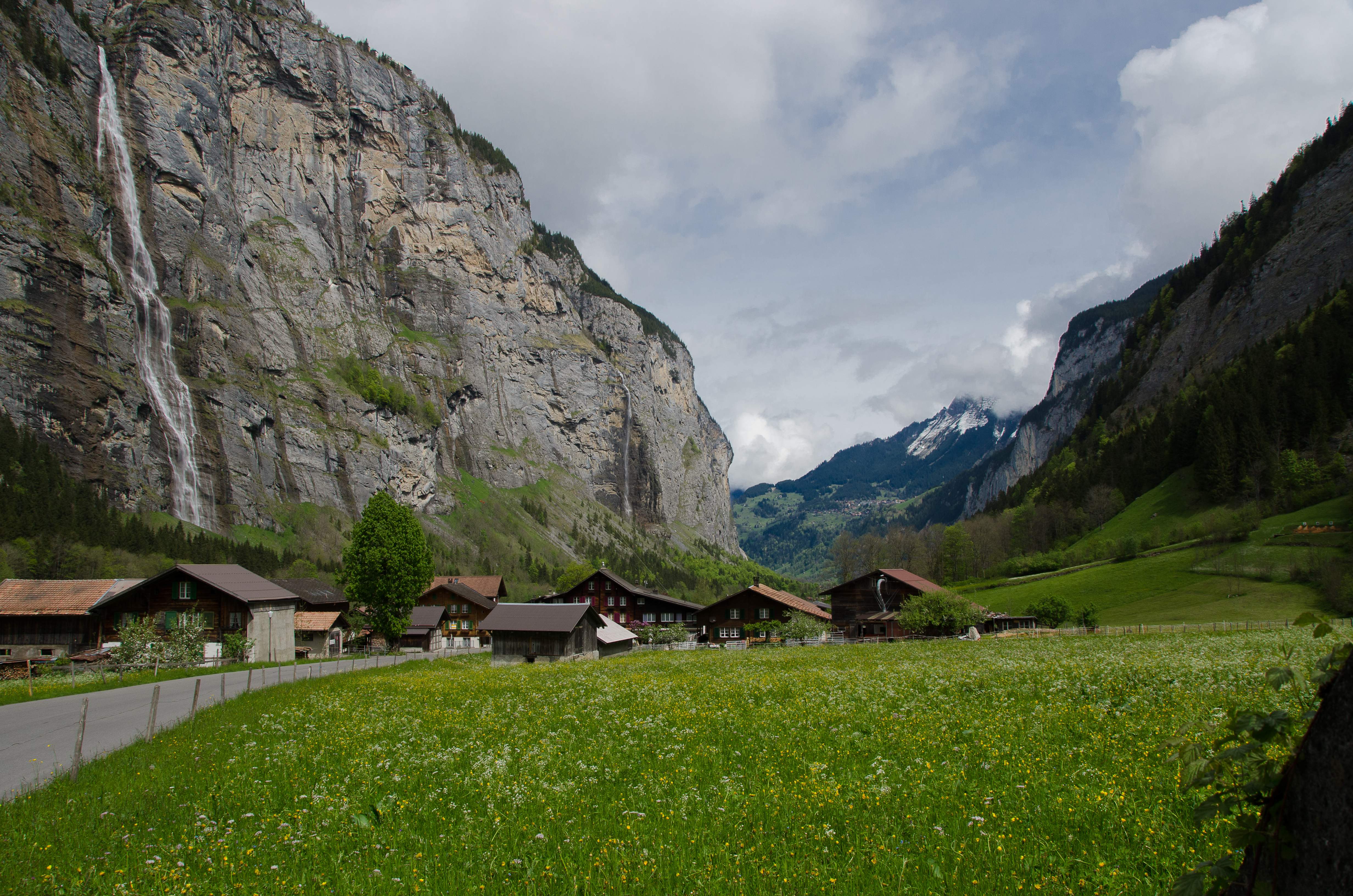
Guttannen
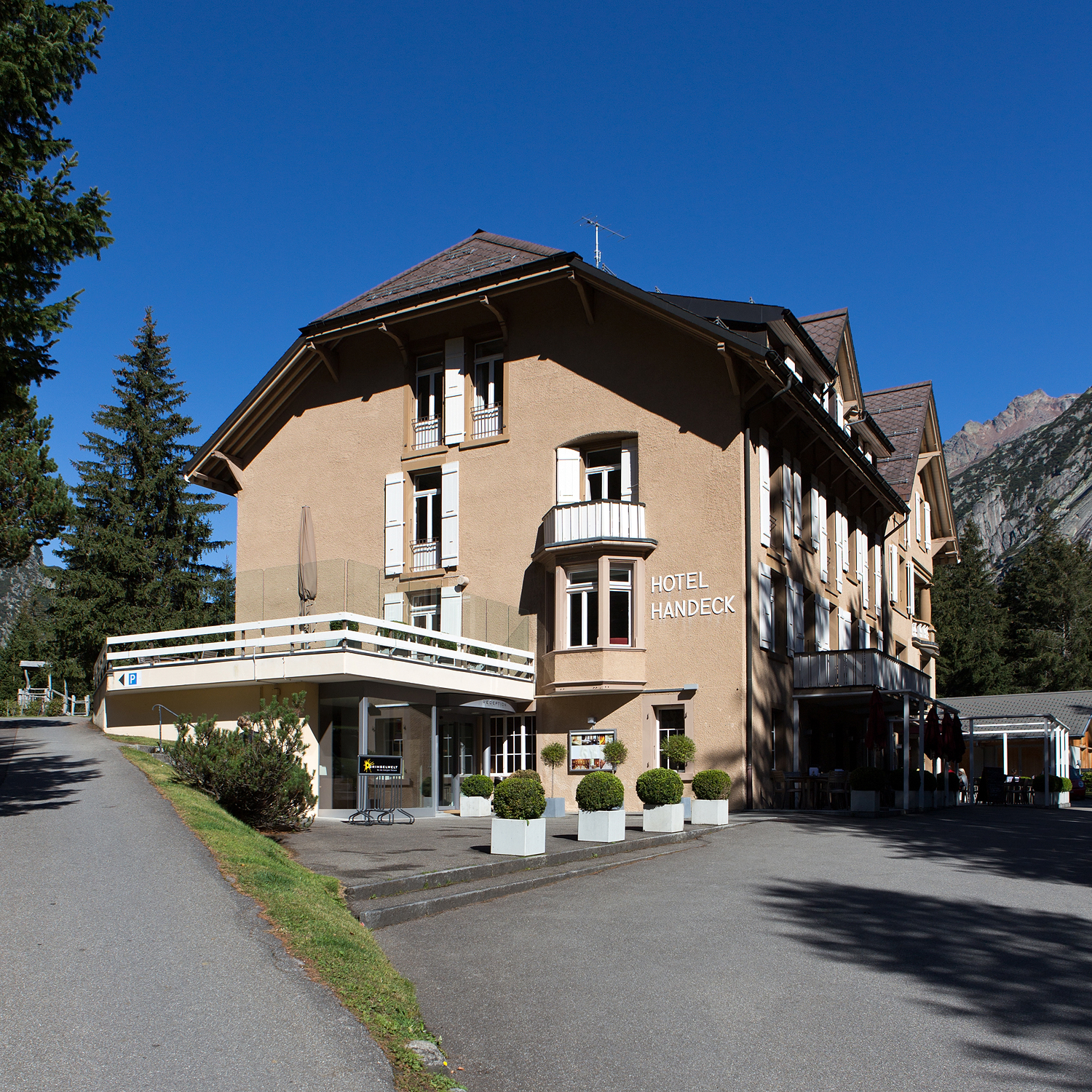
Hotel Handeck
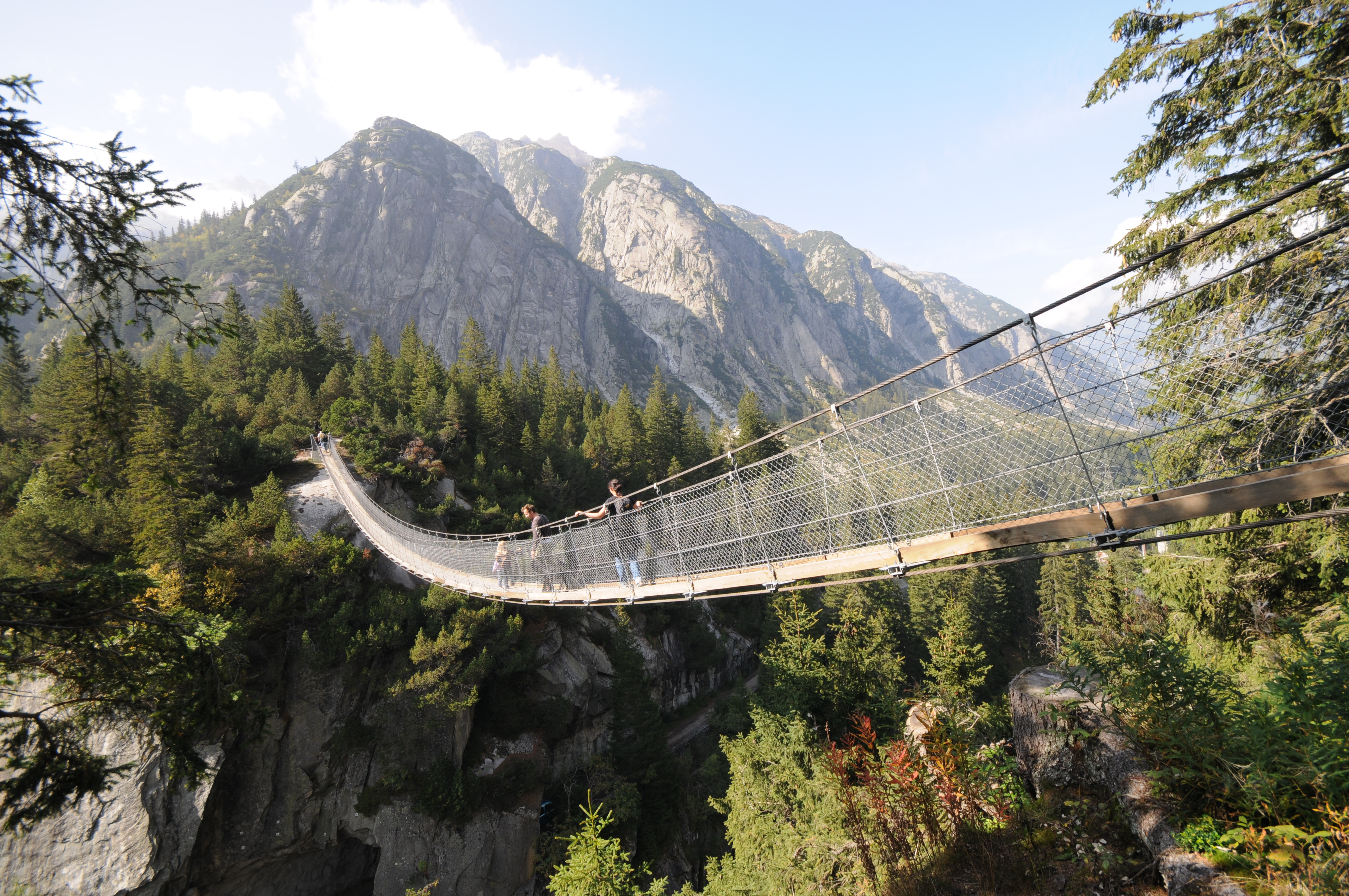
Visutá lávka k hotelu Handeck
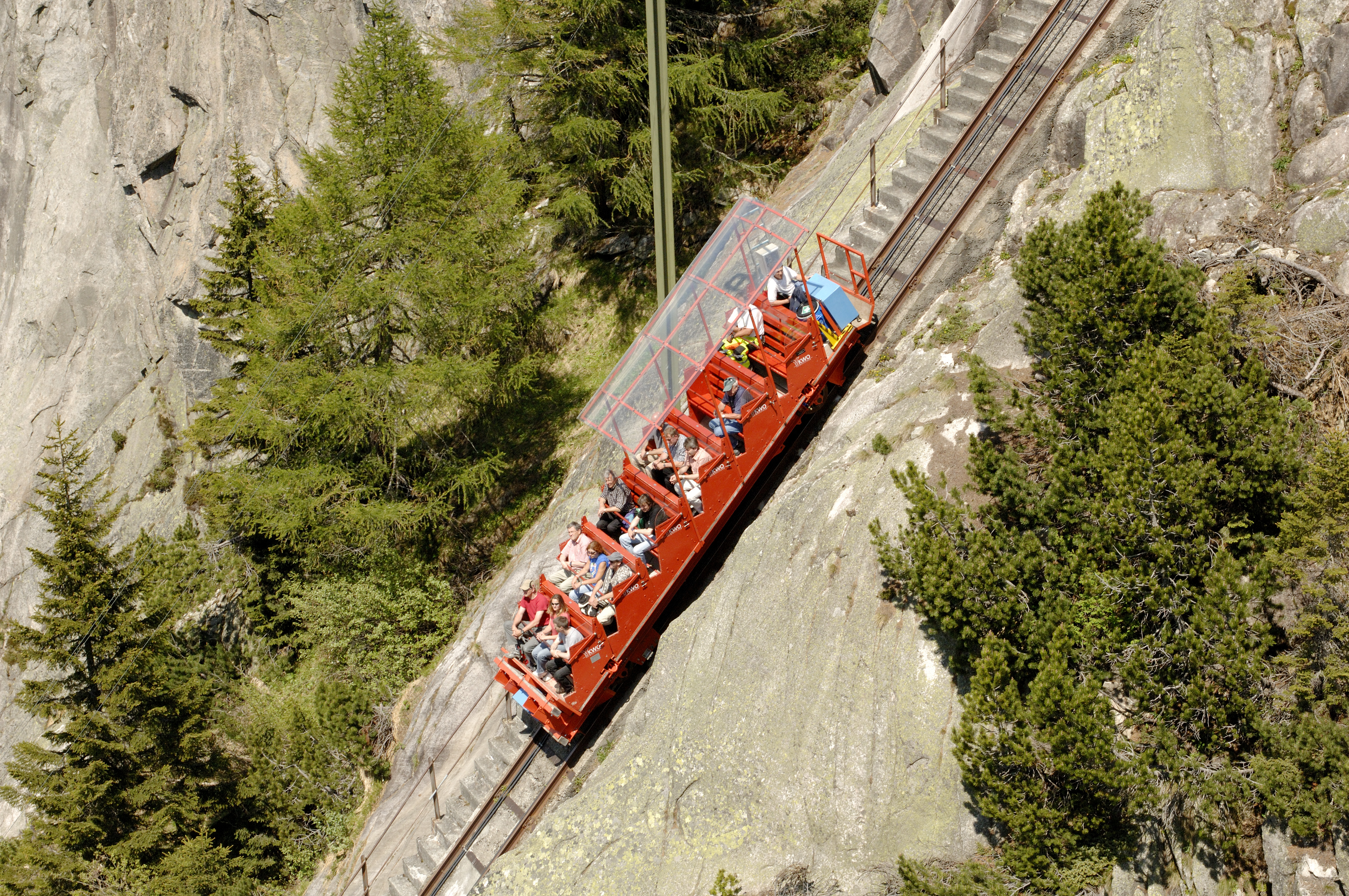
Gelmerbahn
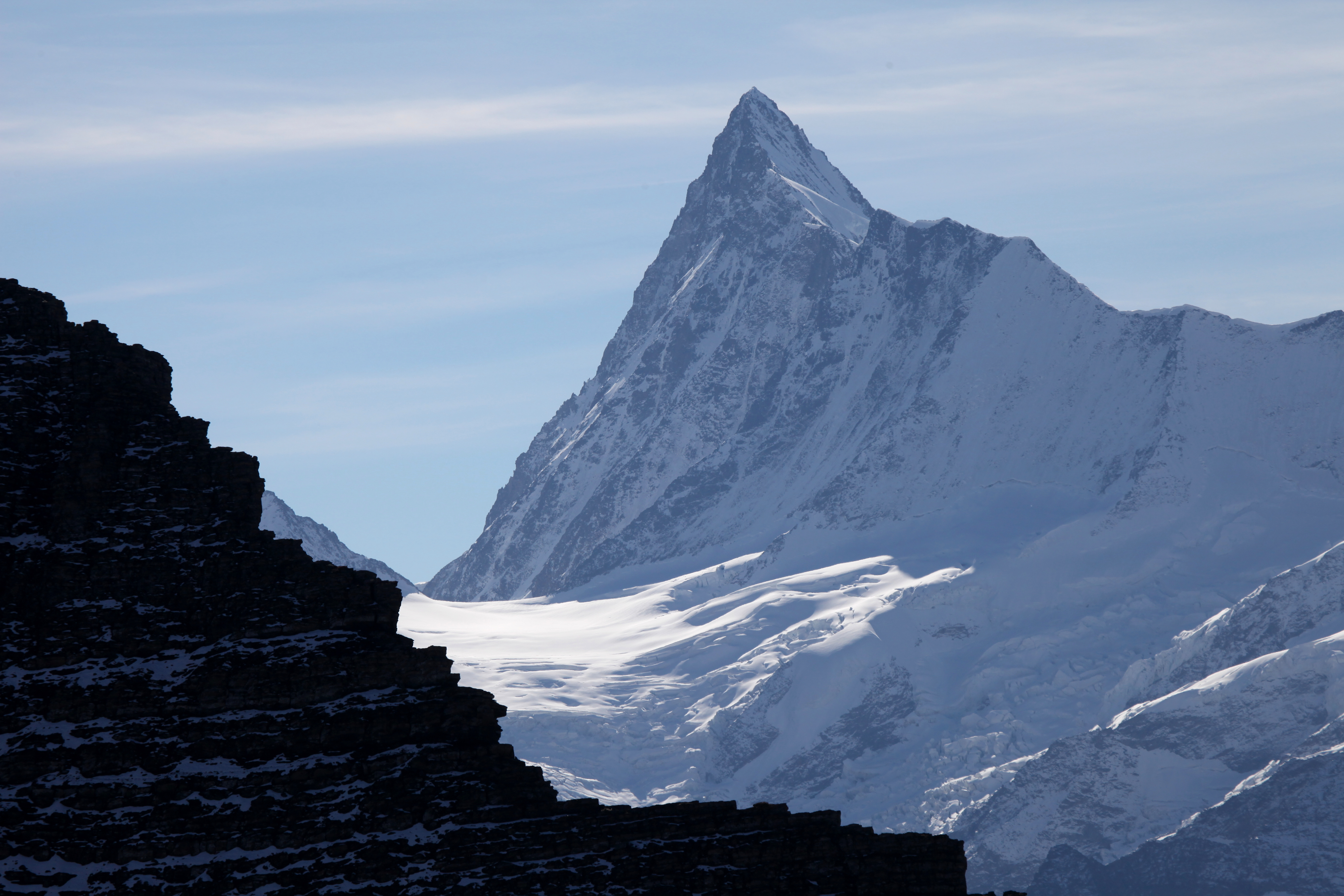
Finsteraarhorn
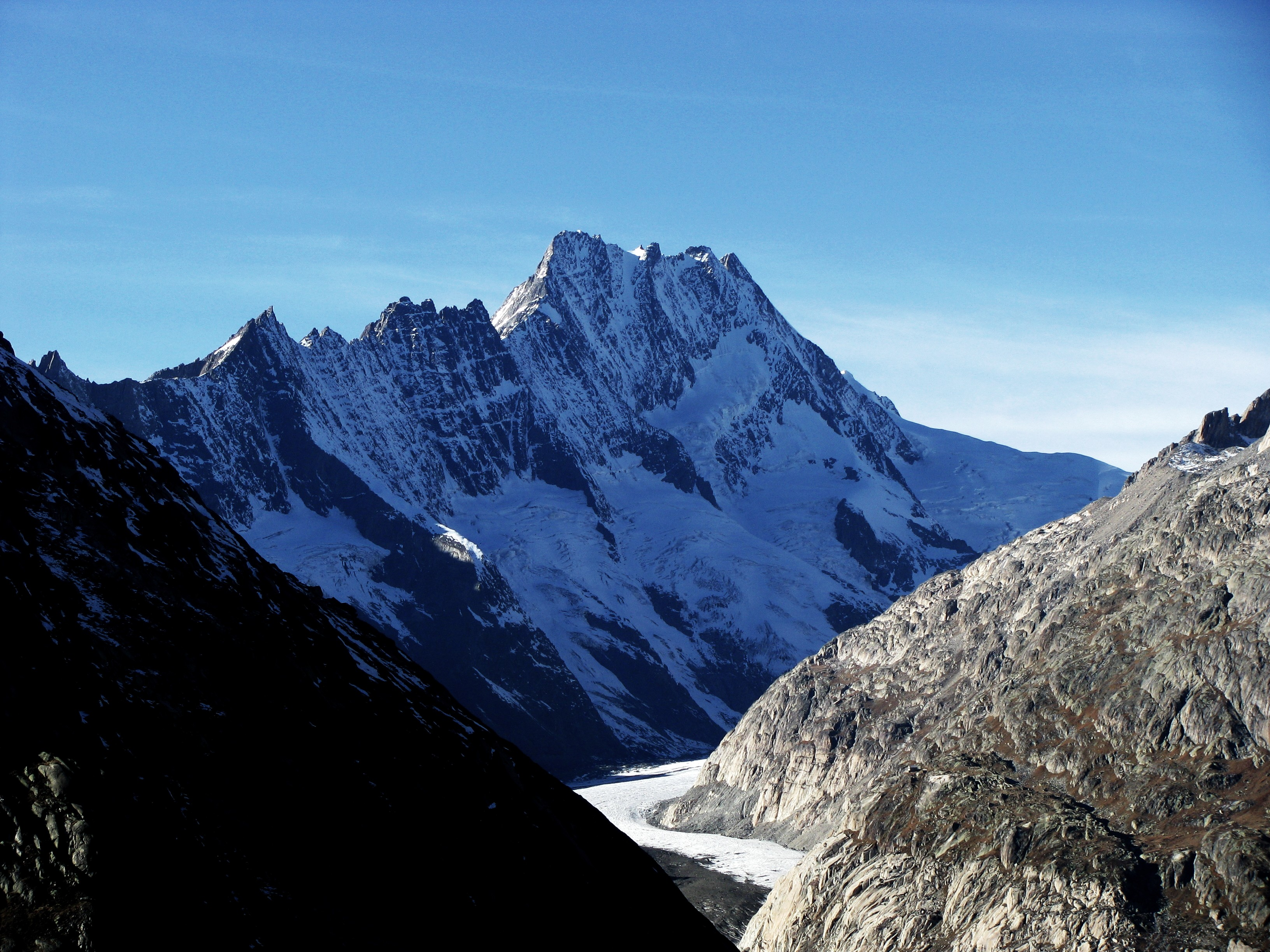
Schreckhorn
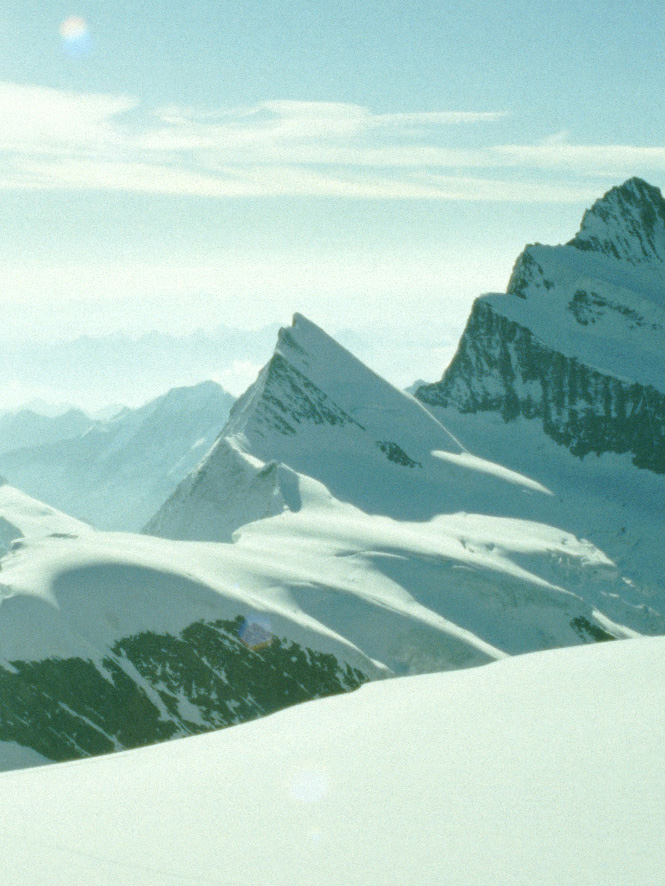
Agassizhorn
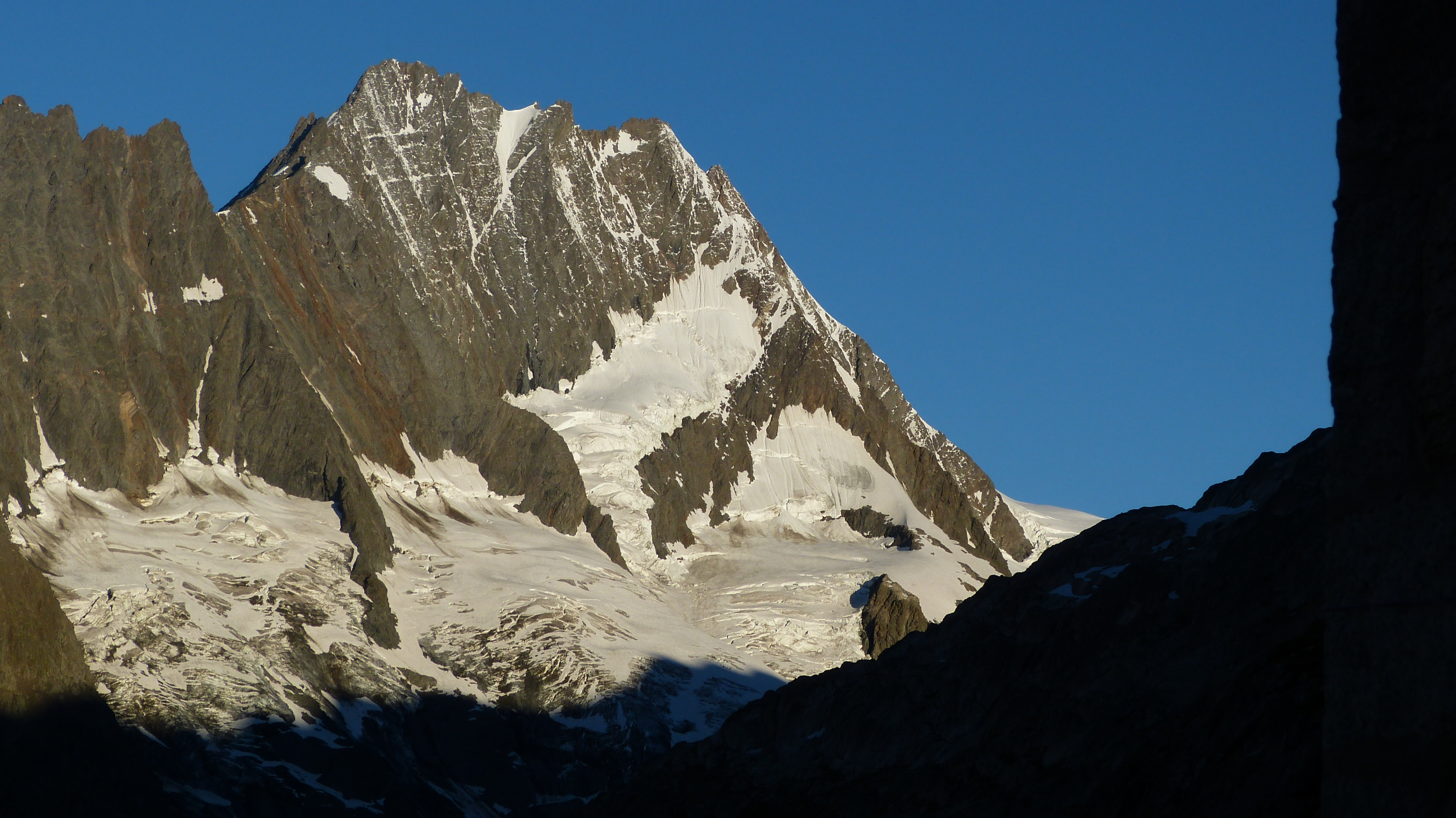
Lauteraarhorn
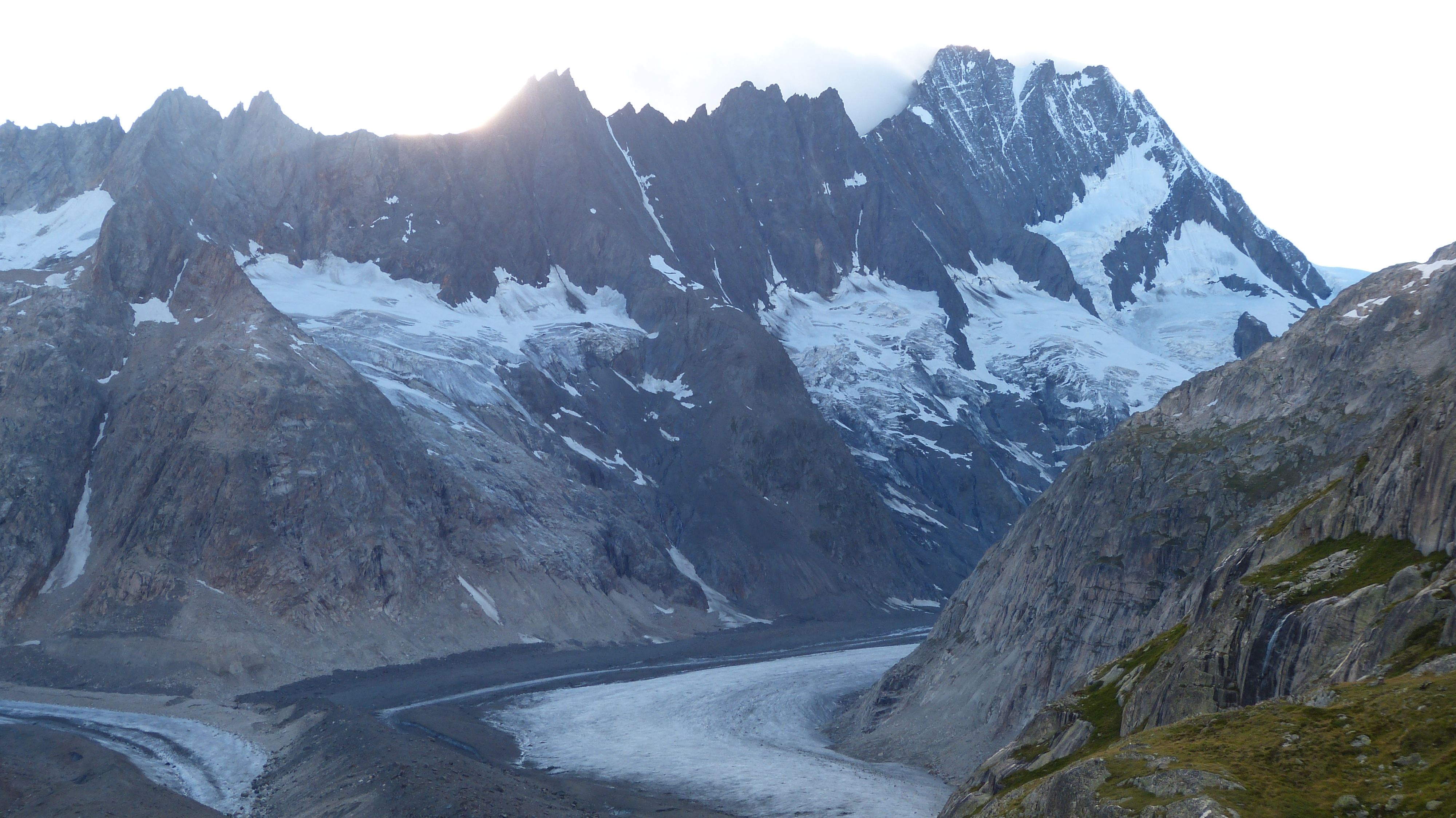
Lauteraargletscher
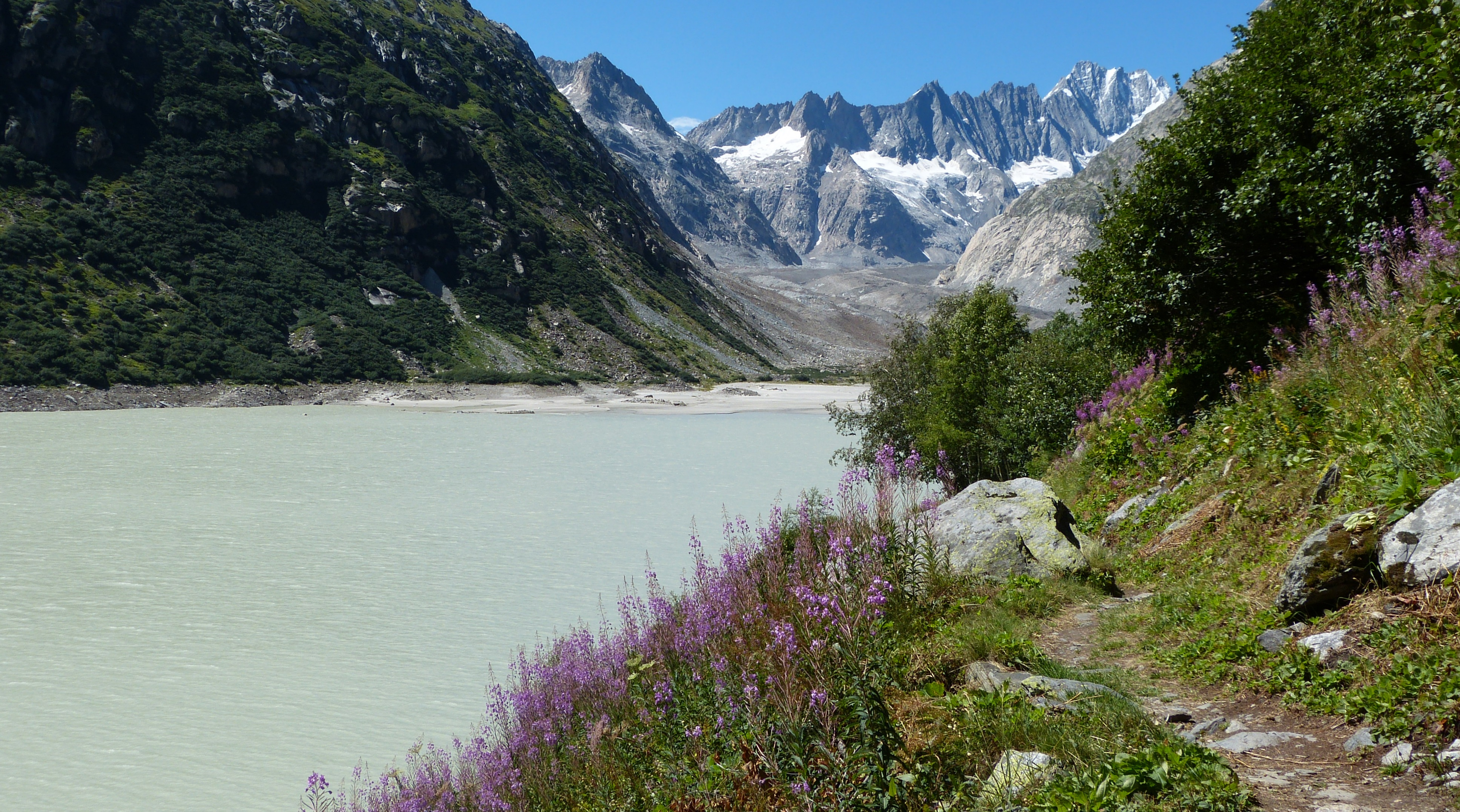
Grimselsee
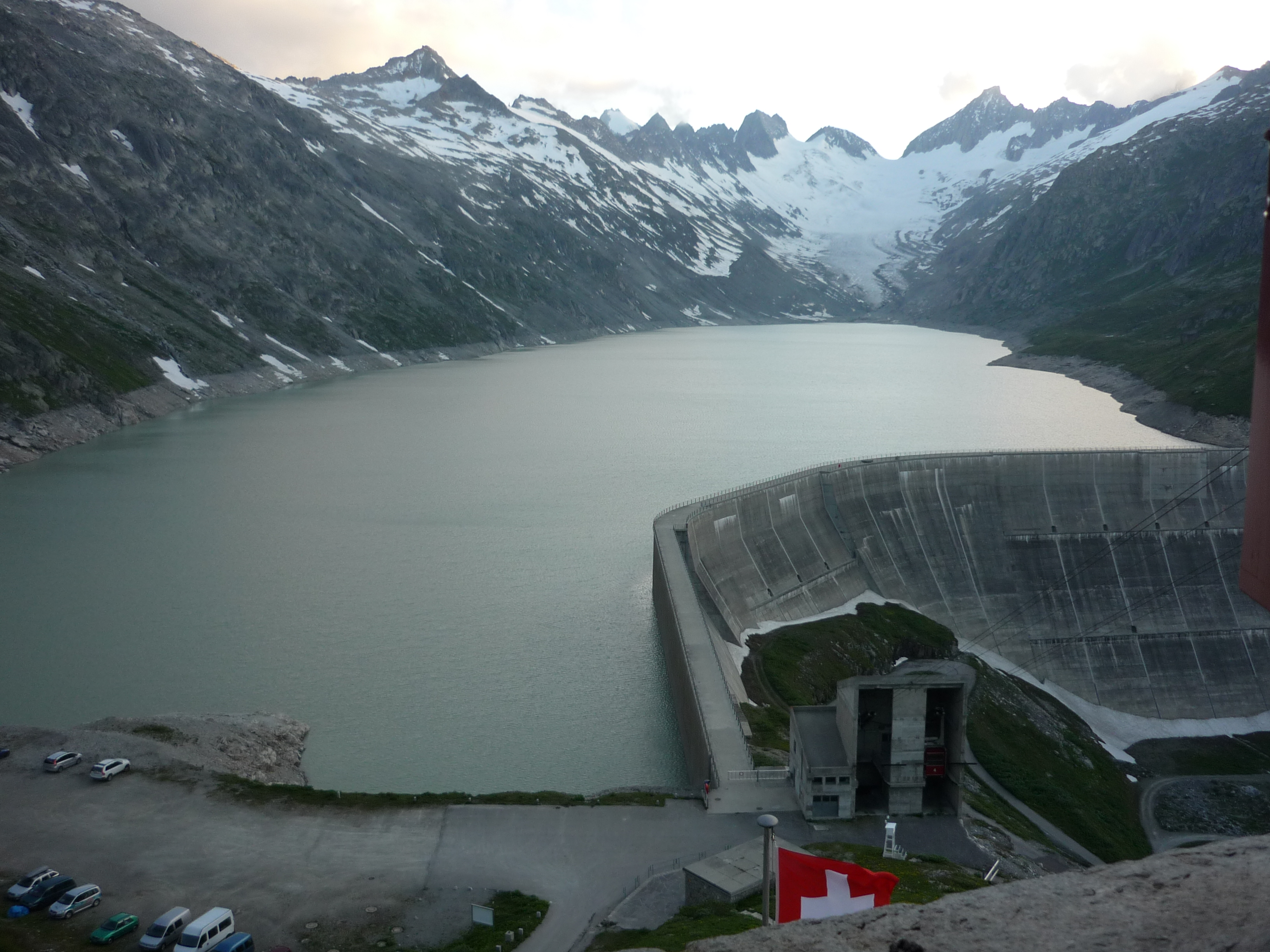
Přehrada na Oberaarsee
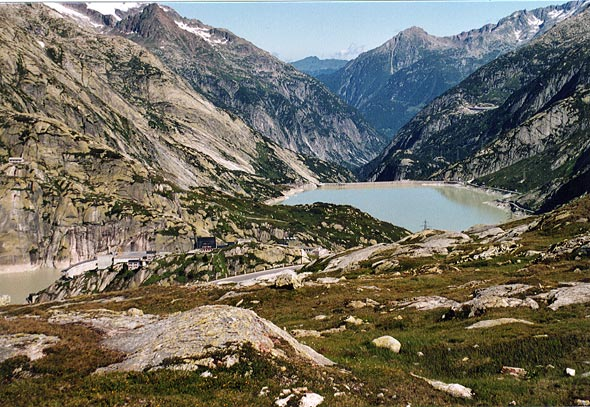
Räterichsbodensee